# Доморацкое
Доморацкое — деревня в Краснинском районе Смоленской области России. Входит в состав Малеевского сельского поселения. Население — 3 жителя (2007 год). 
Расположена в западной части области в 15 км к юго-востоку от Красного, в 16 км южнее автодороги Р135 (Смоленск - Красный - Гусино), на берегу реки Белышенка. В 30 км северо-западнее деревни расположена железнодорожная станция Гусино на линии Москва — Минск. 
Деревня расположена в относительно низменной и болотистой местности. К деревне ведёт асфальтовая дорога, но не доходит до неё, переходит в грунтовую дорогу, ведущую уже непосредственно в деревню.

## История
В годы Великой Отечественной войны деревня была оккупирована гитлеровскими войсками в июле 1941 года, освобождена в сентябре 1943 года.